# Joy Eslava

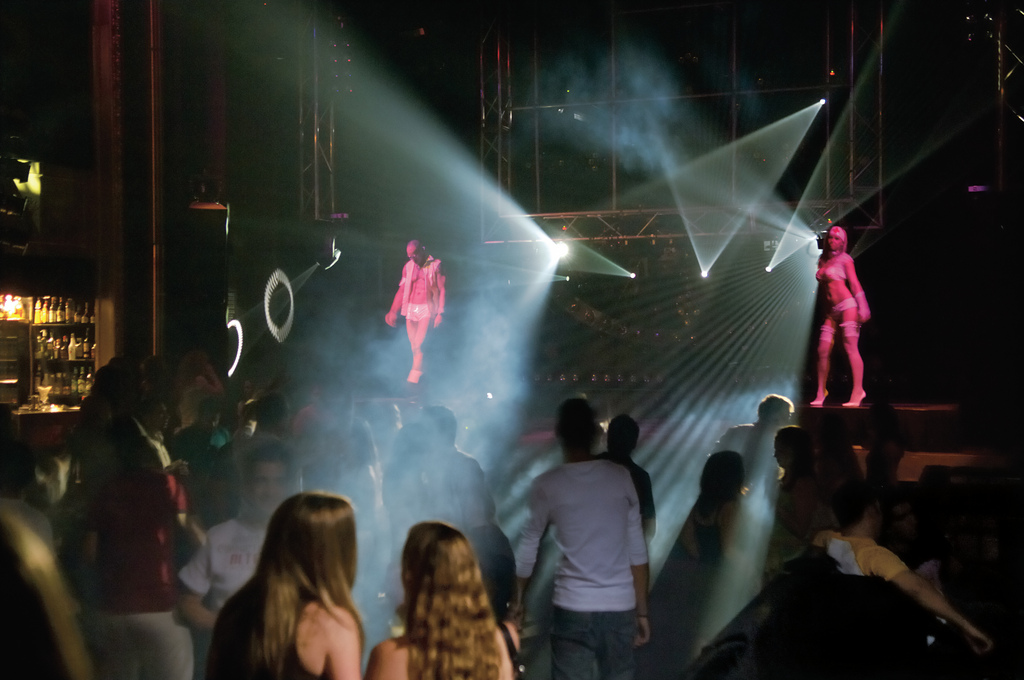
Los espectáculos mixtos del Teatro discoteca Joy Eslava.

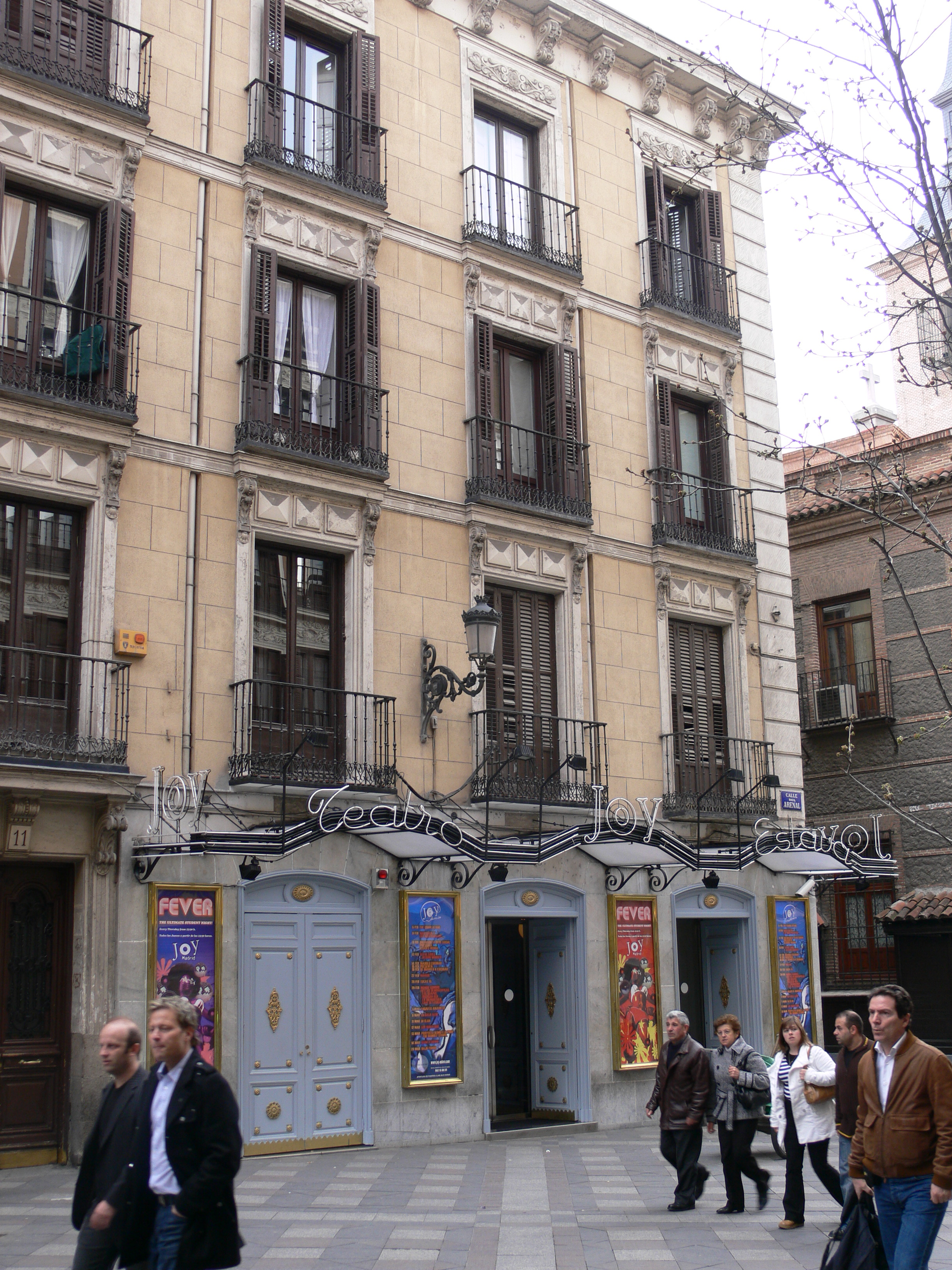
La fachada del local en 2008

Joy Eslava es el nombre de una discoteca situada en la calle Arenal de Madrid, en el local que hasta 1981 había ocupado el histórico Teatro Eslava.

## Historia
Adquirido el local por el empresario Pedro Trapote a Luis Escobar Kirkpatrick en 1979,  la discoteca se inauguró la noche del 24 de febrero de 1981, al día siguiente del Golpe de Estado perpetrado en el Congreso de los Diputados.
Pronto se convertiría en uno de los lugares de ocio de referencia en la capital de España, para un determinado público e incorporando un nuevo tipo de local, la macro-discoteca. Durante la década de 1980 fue lugar de concentración de personajes de la llamada movida madrileña y sirvió de ocasional escenario del programa musical de Televisión española Aplauso, que llevó allí estrellas del momento como Alaska y los Pegamoides, Mecano o Tino Casal.
Joy Eslava ha seguido albergando conciertos, fiestas y eventos sociales diversos, con participación de famosos como Roger Moore, Pedro Almodóvar, Stevie Wonder, Julio Iglesias, Rizha o Ruth Lorenzo.
En 1998 se produjo un incendio que destruyó dos de las cuatro plantas del local y obligó a desalojar a 1200 clientes.